# The A-Team (film)
The A-Team is een Amerikaanse speelfilm uit 2010, geregisseerd door Joe Carnahan. De film is gebaseerd op de gelijknamige tv-serie uit de jaren tachtig.

## Verhaal
Enkele gewezen Amerikaanse soldaten uit de Irakoorlog worden er vals van beschuldigd dat ze een paar drukplaten van de U.S. Treasury hebben gestolen uit Bagdad. Ze werden op deze missie uitgestuurd door een legerkapitein en ene Lynch van de CIA. Het werkelijke doel was om het A-Team erin te luizen. Dit plan slaagde en het A-Team werd gevangengezet. Door toedoen van Lynch werd het A-Team weer bevrijd met de opdracht om de drukplaten op te sporen. Tijdens deze missie komen ze erachter dat Lynch de platen al in zijn bezit heeft.
En dan gaat het A-Team druk aan de slag om hun naam te zuiveren.

## Rolverdeling
- Liam Neeson - John "Hannibal" Smith
- Quinton Jackson - B.A. Baracus
- Bradley Cooper - Templeton "Face" Peck
- Sharlto Copley - "Howling Mad" Murdock
- Jessica Biel -  Clarissa Sosa
- Patrick Wilson - Lynch
- Brian Bloom - Pike
- B.A. Baracus - zichzelf
- Henry Czerny - regisseur McCready

## Trivia
- De castleden van de televisieserie waren: George Peppard, Dwight Schultz, Mr. T en Dirk Benedict.
- De opnames gingen op 14 september 2009 van start.
- Schultz en Benedict spelen een kleine cameo in de film.